# Amplirhagada questroana
Amplirhagada questroana là một loài air-breathing land snail, a terrestrial pulmonate gastropoda Mollusca trong họ Camaenidae. Đây là loài đặc hữu của Úc.